# Snakes & Arrows
Albums de Rush
R30: 30th Anniversary World Tour
(2005) Snakes & Arrows Live
(2008)
Snakes & Arrows est le dix-neuvième album studio du groupe de rock canadien Rush, sorti en mai 2007.

## Historique
Coproduit par Nick Raskulinecz, c'est le premier enregistrement studio de Rush depuis la publication du EP Feedback en juin 2004 et leur premier album depuis Vapor Trails paru en 2002. Ce disque a été enregistré en cinq semaines, entre novembre et décembre 2006 aux Allaire Studios de New York, puis mixé et masterisé aux Ocean Way Studios de Los Angeles.
Selon le batteur et parolier Neil Peart, le titre de l'album a été inspiré par des recherches considérables provenant de plusieurs sources : le jeu bouddhiste vieux de 2000 ans appelé Leela, le jeu de "la Connaissance de Soi", un jeu d'enfant nommé "Snakes and Ladders" (aussi connu sous le nom de Échelles et Serpents), et la citation d'Hamlet "slings and arrows." Toutes ces informations ont convaincu le bassiste Geddy Lee et le guitariste Alex Lifeson d'adopter la peinture originale de la vieille planche de jeu comme illustration pour la pochette de ce nouvel album.

## Liste des titres
| No  | Titre                                   | Durée |
| --- | --------------------------------------- | ----- |
| 1.  | Far Cry                                 | 5:18  |
| 2.  | Armor and Sword                         | 6:36  |
| 3.  | Workin' Them Angels                     | 4:46  |
| 4.  | The Larger Bowl                         | 4:07  |
| 5.  | Spindrift                               | 5:23  |
| 6.  | The Main Monkey Business - Instrumental | 6:01  |
| 7.  | The Way the Wind Blows                  | 6:28  |
| 8.  | Hope - Instrumental                     | 2:02  |
| 9.  | Faithless                               | 5:31  |
| 10. | Bravest Face                            | 5:11  |
| 11. | Good News First                         | 4:51  |
| 12. | Malignant Narcissism - Instrumental     | 2:16  |
| 13. | We Hold On                              | 4:12  |

Tous les textes sont écrits par Neil Peart; toutes les musiques composées par Geddy Lee et Alex Lifeson,
à l'exception du titre "Hope" composé par Lifeson seul.

## Personnel
- Geddy Lee - Chant, basse, Claviers, Mellotron, Moog Taurus
- Alex Lifeson - Guitare acoustique et électrique, guitare douze cordes, Guitare synthétiseur, mandoline, Bouzouki
- Neil Peart - Batterie, percussions

- Ben Mink : Cordes sur Faithless

## Certifications
| Pays                  | Certification |
| --------------------- | ------------- |
| Canada (Music Canada) | Or            |